# Salas (Riga)
Pour les articles homonymes, voir Salas.
Salas est un voisinage (en letton : apkaime) de Riga en Lettonie.

## Présentation

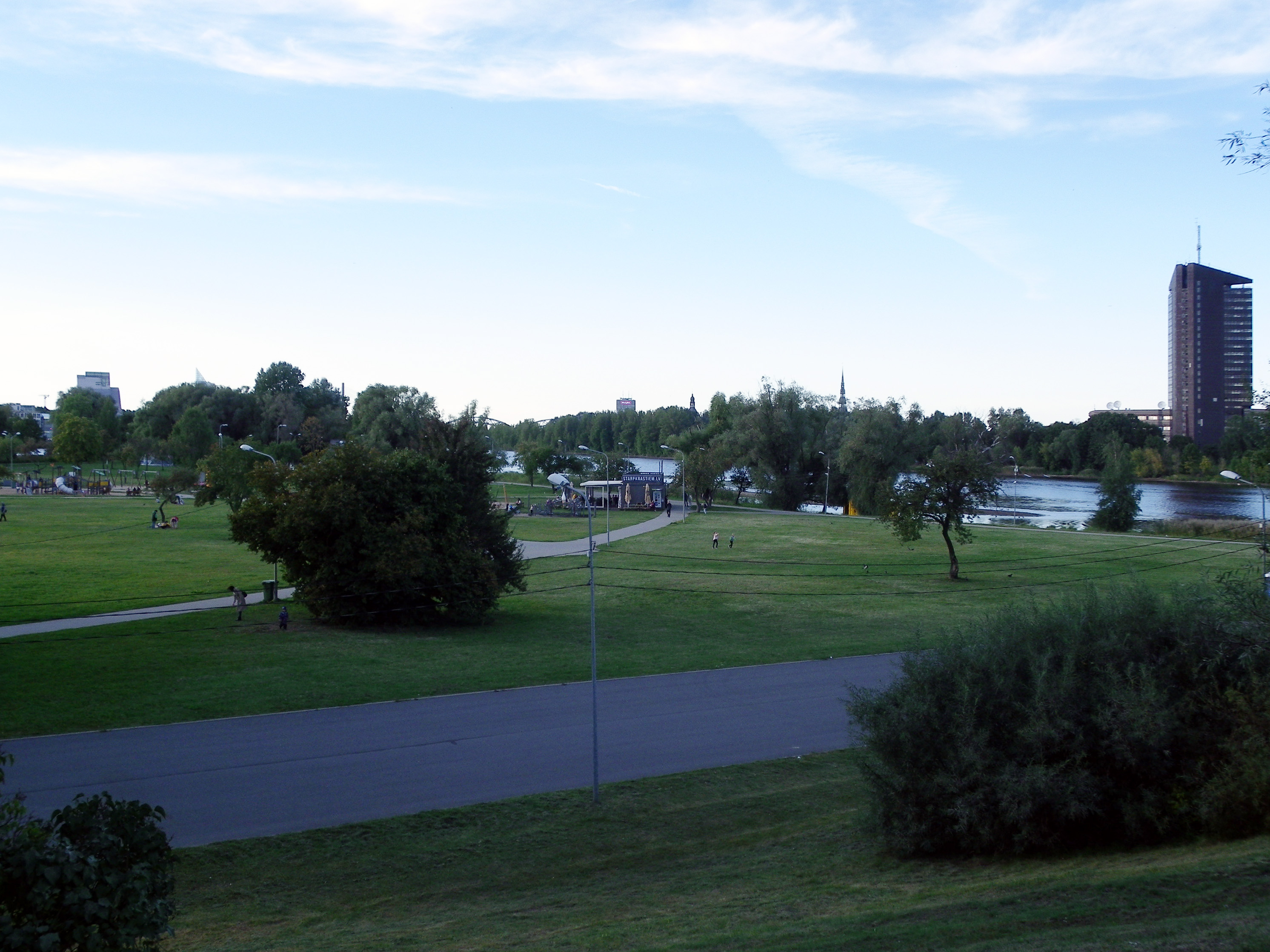
Parc de Lucavsala

Situé dans la partie sud de la ville, à cheval sur les arrondissements de Zemgale (Zemgales priekšpilsēta) et Latgale (Latgales priekšpilsēta). Il est composé par trois îles de la Daugava, à comprendre Zaķusala, Lucavsala et Kazas sēklis, ce que son nom reflète également, car Salas signifie des îles en letton. Sa superficie s'étend sur 3 628 km2 dont seulement 62,4 % sur la terre ferme. Les ponts relient Salas avec les voisinages de Torņakalns, Ziepniekkalns et Maskavas forštate, alors que le long des rives de la Daugava il correspond au Vieux Riga, à Katlakalns et à Bišumuiža. C'est l'un des voisinages les moins peuplés de la capitale. En 2011, il ne compte que 84 habitants.

## Transports
- Bus: 40, 42
- Trolley: 19, 20, 24

## Galerie

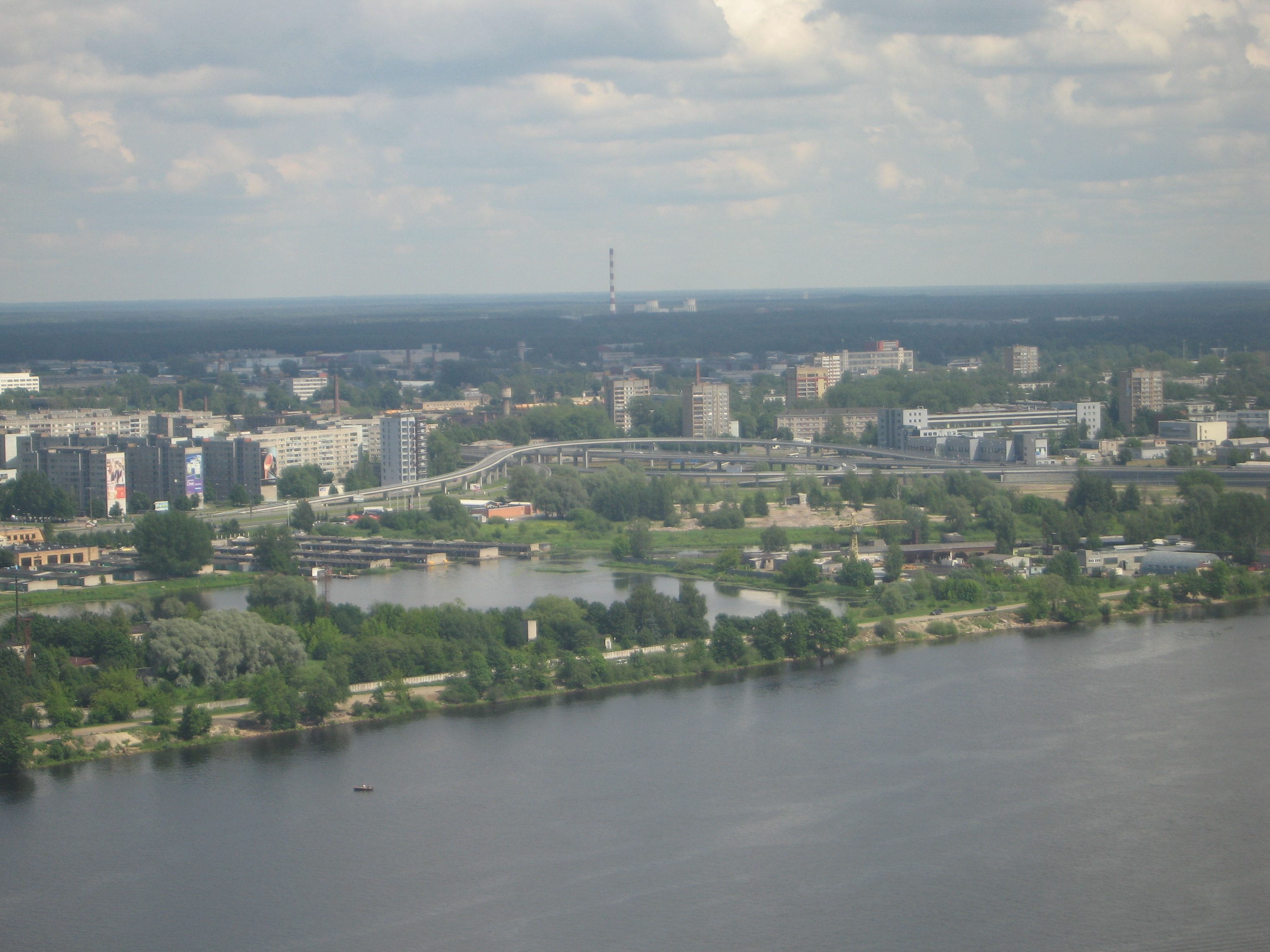
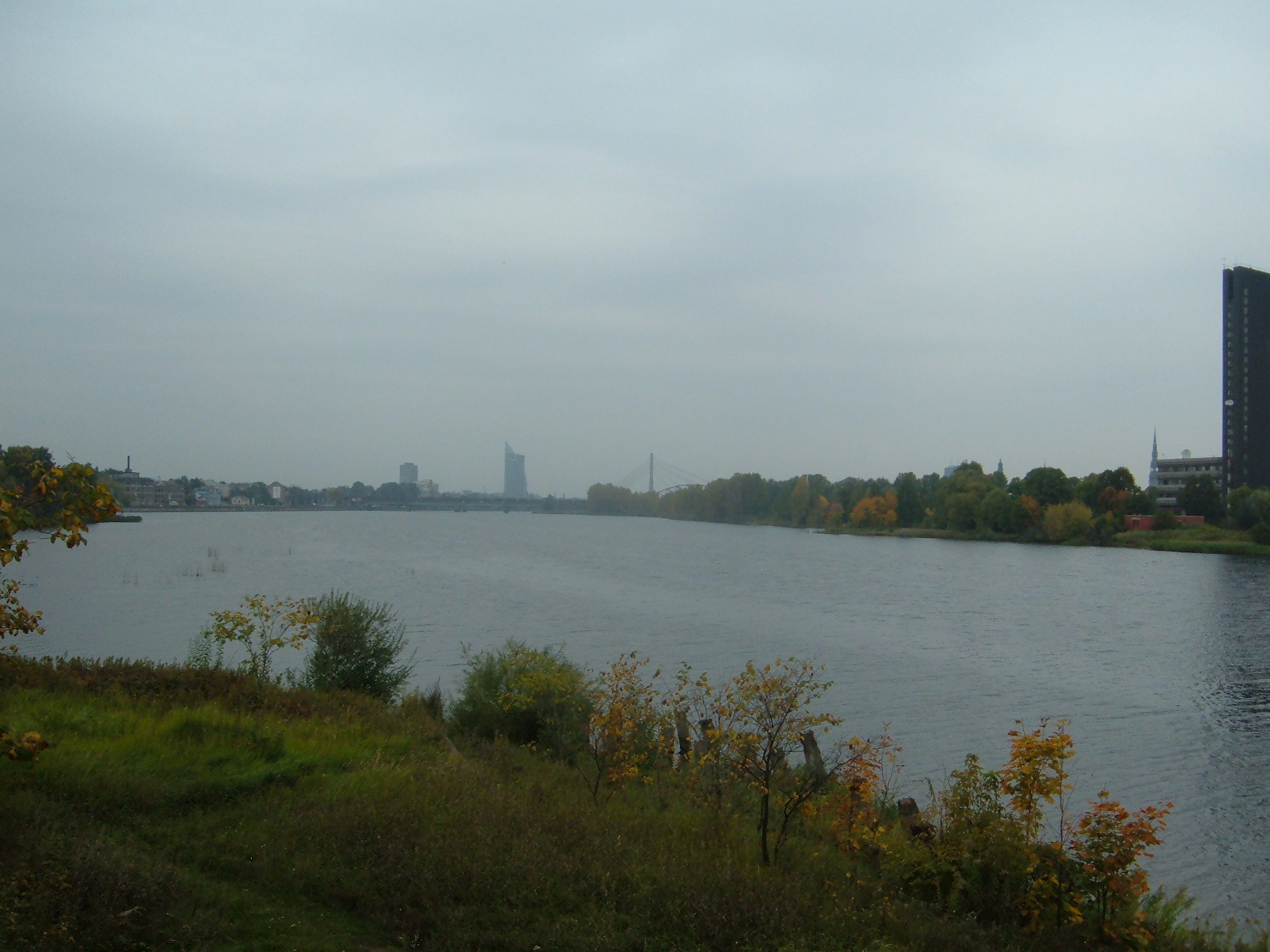
Mazā Daugava entre Lucavsala et Zaķusala.
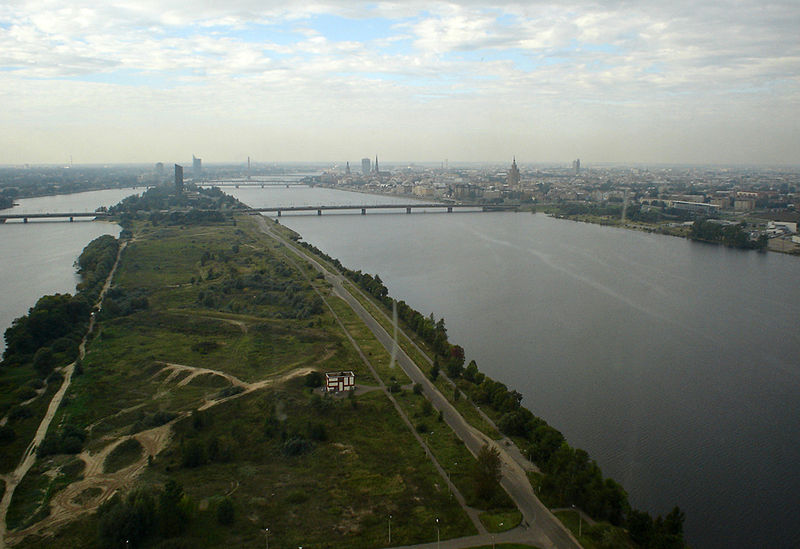
Vu sur Zaķusala depuis la tour de télévision de Riga (2004).
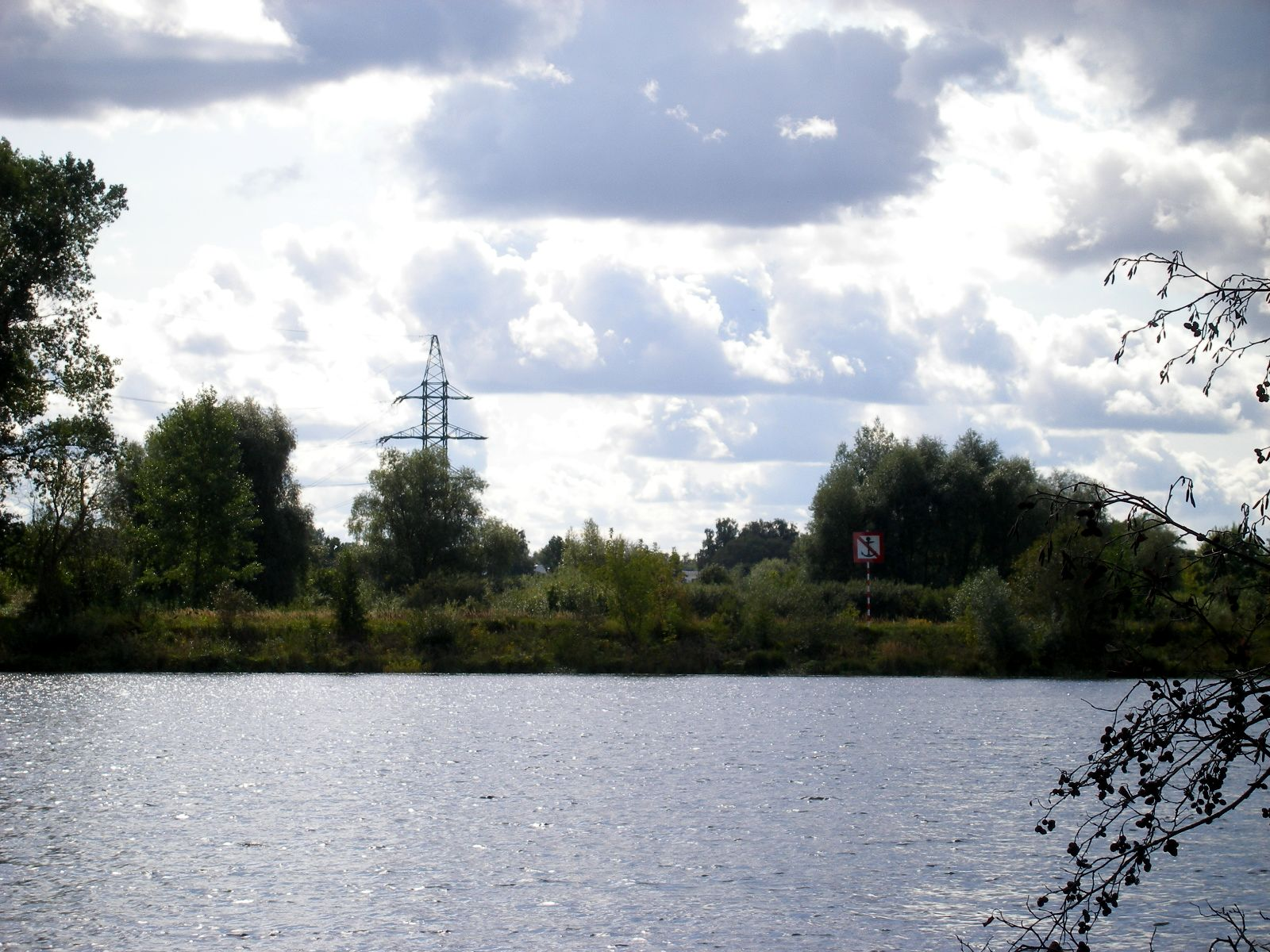
Vue sur l'île Kazas sēklis sur la Daugava depuis l'île Zaķusala.